# Curimopsis afghanicus
Curimopsis afghanicus là một loài bọ cánh cứng trong họ Byrrhidae. Loài này được Putz miêu tả khoa học năm 1990.